# Lamezia (vino)
Il Lamezia è una DOC riservata ad alcuni vini la cui produzione è consentita nelle provincie di Catanzaro e Vibo Valentia.

## Zona di produzione
La zona di produzione comprende parte del territorio dei seguenti comuni:
Provincia di Catanzaro
- Curinga
- Falerna
- Feroleto Antico
- Gizzeria
- Maida
- Pianopoli
- Lamezia Terme
- San Pietro a Maida

Provincia di Vibo Valentia
- Francavilla Angitola

## Storia
La produzione di vino nella zona di competenza del Lamezia DOC vanta origini molto remote, risalgono al periodo in cui i Fenici introdussero la coltivazione della vitis sativa in queste zone.
Nell'antichità, e fino all'istituzione della denominazione, il vino prodotto nella zona non veniva commercializzato con il nome Lamezia, ma con il nome del comune di provenienza delle uve.

## Tecniche di produzione
La vinificazione, l'affinamento e l'invecchiamento obbligatorio devono essere effettuati nella zona di produzione; la tipologia Lamezia DOC rosso, dopo 3 anni di invecchiamento di cui almeno 6 mesi in botti di legno e 6 mesi di affinamento in bottiglia, può portare in etichetta la menzione aggiuntiva "Riserva". Il periodo di invecchiamento decorre dal 1º dicembre dell'anno di produzione delle uve.

## Disciplinare
Il Lamezia DOC è stato istituito con DPR 21 dicembre 1978 pubblicato sulla Gazzetta Ufficiale n. 96 del 5 aprile 1979. Successivamente è stato modificato con:
- DM 2 maggio 1995 GU 125 - 31 maggio 1995
- DM 13 ottobre 2011 GU 256 - 3 novembre 2011
- DM 30 novembre 2011 GU 295 - 20 dicembre 2011 Pubblicato sul sito ufficiale del Mipaaf Sezione Qualità e Sicurezza - Vini DOP e IGP
- DM 7 marzo 2014 Pubblicato sul sito ufficiale del Mipaaf Sezione Qualità e Sicurezza - Vini DOP e IGP
- La versione in vigore è stata approvata con DM 7 novembre 2014 Pubblicato sul sito ufficiale del Mipaaf (concernente correzione dei disciplinari) Prodotti DOP e IGP – Sezione Vini DOP e IGP.[1]

## Tipologie

### Lamezia bianco
| uvaggio                        | Greco bianco min 50% Vitigni a bacca bianca idonei alla coltivazione in Calabria max 50% |
| titolo alcolometrico minimo    | 11,00% vol.                                                                              |
| acidità totale minima          | 4,5 g/l.                                                                                 |
| estratto secco minimo          | 15,00 g/l                                                                                |
| resa massima di uva per ettaro | 120 q.                                                                                   |
| resa massima di uva in vino    | 70 %                                                                                     |

### Lamezia rosso
| uvaggio                        | Greco Bianco min 50% Vitigni a bacca bianca idonei alla coltivazione in Calabria max 50% |
| titolo alcolometrico minimo    | 11,00% vol.                                                                              |
| acidità totale minima          | 4,5 g/l.                                                                                 |
| estratto secco minimo          | 15,00 g/l                                                                                |
| resa massima di uva per ettaro | 110 q.                                                                                   |
| resa massima di uva in vino    | 70 %                                                                                     |

### Lamezia rosso riserva
| uvaggio                        | Greco Bianco min 50% Vitigni a bacca bianca idonei alla coltivazione in Calabria max 50% |
| titolo alcolometrico minimo    | 11,00% vol.                                                                              |
| acidità totale minima          | 4,5 g/l.                                                                                 |
| estratto secco minimo          | 15,00 g/l                                                                                |
| resa massima di uva per ettaro | 100 q.                                                                                   |
| resa massima di uva in vino    | 70 %                                                                                     |

### Lamezia novello
| uvaggio                        | Greco Bianco min 50% Vitigni a bacca bianca idonei alla coltivazione in Calabria max 50% |
| titolo alcolometrico minimo    | 11,00% vol.                                                                              |
| acidità totale minima          | 4,5 g/l.                                                                                 |
| estratto secco minimo          | 15,00 g/l                                                                                |
| resa massima di uva per ettaro | 120 q.                                                                                   |
| resa massima di uva in vino    | 70 %                                                                                     |

### Lamezia rosato
| uvaggio                        | Greco Bianco min 50% Vitigni a bacca bianca idonei alla coltivazione in Calabria max 50% |
| titolo alcolometrico minimo    | 11,00% vol.                                                                              |
| acidità totale minima          | 4,5 g/l.                                                                                 |
| estratto secco minimo          | 15,00 g/l                                                                                |
| resa massima di uva per ettaro | 110 q.                                                                                   |
| resa massima di uva in vino    | 70 %                                                                                     |

### Lamezia passito
| uvaggio                        | Greco Bianco min 50% Vitigni a bacca bianca idonei alla coltivazione in Calabria max 50% |
| titolo alcolometrico minimo    | 11,00% vol.                                                                              |
| acidità totale minima          | 4,5 g/l.                                                                                 |
| estratto secco minimo          | 15,00 g/l                                                                                |
| resa massima di uva per ettaro | 100 q.                                                                                   |
| resa massima di uva in vino    | 70 %                                                                                     |

### Lamezia spumante
| uvaggio                        | Greco Bianco min 50% Vitigni a bacca bianca idonei alla coltivazione in Calabria max 50% |
| titolo alcolometrico minimo    | 11,00% vol.                                                                              |
| acidità totale minima          | 4,5 g/l.                                                                                 |
| estratto secco minimo          | 15,00 g/l                                                                                |
| resa massima di uva per ettaro | 100 q.                                                                                   |
| resa massima di uva in vino    | 70 %                                                                                     |

### Lamezia spumante rosato
| uvaggio                        | Greco Bianco min 50% Vitigni a bacca bianca idonei alla coltivazione in Calabria max 50% |
| titolo alcolometrico minimo    | 11,00% vol.                                                                              |
| acidità totale minima          | 4,5 g/l.                                                                                 |
| estratto secco minimo          | 15,00 g/l                                                                                |
| resa massima di uva per ettaro | 100 q.                                                                                   |
| resa massima di uva in vino    | 70 %                                                                                     |

### Lamezia Greco
| uvaggio                        | Greco Bianco min 50% Vitigni a bacca bianca idonei alla coltivazione in Calabria max 50% |
| titolo alcolometrico minimo    | 11,00% vol.                                                                              |
| acidità totale minima          | 4,5 g/l.                                                                                 |
| estratto secco minimo          | 15,00 g/l                                                                                |
| resa massima di uva per ettaro | 100 q.                                                                                   |
| resa massima di uva in vino    | 70 %                                                                                     |

### Lamezia Greco nero
| uvaggio                        | Greco Bianco min 50% Vitigni a bacca bianca idonei alla coltivazione in Calabria max 50% |
| titolo alcolometrico minimo    | 11,00% vol.                                                                              |
| acidità totale minima          | 4,5 g/l.                                                                                 |
| estratto secco minimo          | 15,00 g/l                                                                                |
| resa massima di uva per ettaro | 120 q.                                                                                   |
| resa massima di uva in vino    | 70 %                                                                                     |

### Lamezia Gaglioppo
| uvaggio                        | Gaglioppo min 85% vitigni a bacca nera idonei alla coltivazione in Calabria max 15% |
| titolo alcolometrico minimo    | 11,00% vol.                                                                         |
| acidità totale minima          | 4,5 g/l.                                                                            |
| estratto secco minimo          | 17,00 g/l                                                                           |
| resa massima di uva per ettaro | 120 q.                                                                              |
| resa massima di uva in vino    | 70 %                                                                                |

### Lamezia Mantonico
| uvaggio                        | Greco Bianco min 50% Vitigni a bacca bianca idonei alla coltivazione in Calabria max 50% |
| titolo alcolometrico minimo    | 11,00% vol.                                                                              |
| acidità totale minima          | 4,5 g/l.                                                                                 |
| estratto secco minimo          | 15,00 g/l                                                                                |
| resa massima di uva per ettaro | 120 q.                                                                                   |
| resa massima di uva in vino    | 70 %                                                                                     |